# 格尔德·布赫达尔
格尔德·布赫达尔（英語：Gerd Buchdahl，1914年8月12日—2001年5月17日）是一位德国犹太裔英籍科学哲学家，生于德国美因茨，二战前和其弟物理学家汉斯·阿道夫·布赫达尔移民英国，后成为剑桥大学教授，剑桥大学达尔文学院的创始研究员。